# Bollerups borg
Bollerups borg är ett slott i Bollerups socken i Tomelilla kommun.
Borgen med intilliggande Bollerups kyrka och Bollerups by ligger på Österlen, halvvägs mellan Ystad och Simrishamn. Borgen är uppförd i slutet av 1400-talet. Boningshuset är från 1840-talet. Det ligger på en holme, omgiven av vallgravar. Utanför vallgraven ligger Bollerups kyrka. Idag är Bollerup ett naturbruksgymnasium med flera naturbrukslinjer, med inriktning på både jordbruk och häst. Cirka 320 elever bor på skolans internat. Lantbruket omfattar 710 hektar. Förutom omfattande djurhållning pågår uppfödning och avel av hästar. 

## Historia
Den första ägaren till Bollerup hette Bulle och det var han som gav sitt namn på bygden – Bullathorp (thorp = nybygge). 
Oluf Krognos byggde samman två stenhus som på 1400-talet blev förstörda under Søren Norbys skåneuppror där han kämpade för den avsatte kung Kristian II. Bollerup var på 1200-talet stamgods för släkten Due och kom på 1300-talet genom gifte till släkten Thott. År 1401 såldes det till släkten Krognos på Krapperup. När denna släkt 1573 dog ut kom Bollerup till släkten Gjöe, 1624 till en medlem av släkten Lycke och på 1640-talet till släkten Rantzau. Under 1600-talet genomgick borgen ett stort förfall där danskarna orsakade en eldskada. År 1729 stod borgen utan tak under en tid. På 1750-talet såldes det till den kände köpmannen Niclas Sahlgren i Göteborg, och dennes svärson Claes Alströmer sålde det till Erik Ruuth. År 1769 fanns endast stenhuset och den västra flygeln, som idag är borta, kvar av de fyra ursprungliga byggnaderna. Erik Ruuth sålde det vidare 1798 till friherre Achates von Platen. Från denne övergick Bollerup 1818 till Karl XIV Johan, och efter kungens död såldes det 1844 till lagmannen Tage Sylvan. Under Sylvans tid frisåldes åtskilliga gårdar. År 1876 testamenterade Sylvan godset som lantbruksinstitut för Kristianstads län. På grund av lagtvister kunde godset inte övertas av lantbruksinstitutet och inte börja användas förrän 1903. Det blev grunden till den nuvarande verksamheten. I början av 1900-talet började borgen restaureras och fasaden, vallgraven och väggarna samt sikten till borgen gjordes om.

### Bollerups ägare
Sätesgården på Bollerup är omtalad redan på 1100-talet. Man tror att den fått namnet efter dess ägare Bulle, som döpte byn och borgen till Bullathorp. Genom åren har Bollerup haft många ägare och detta har medfört att byn/borgen har haft många namn, Bullathorp – Boolthorp – Bollerup.
- 1110 Den förste ägaren var Bulle, som gav sitt namn åt bygden - Bullathorp
- 1200-talets mitt och slut Peder Nielsen Due
- 1340, 1345 Hans söner Niels, Martin och Anders Pedersöner Due, barnlösa
- 1341 Martin Due utfärdar skötebrev på sin del i Bollerup "undantagandes sin huvudgård, som han bor på, med dens tilliggelse". Deras brorsdotter Margrete Jensdatter Due, g.m. Ib Axelsen Thott till Krageholm.
- 1401 Genom köp till Stig Pedersen Krognos till Krapperup. Hans son Oluf Stigsen Krognos d.ä., kallad "den rike"
- omkring 1426 Hans son Stig Olufsen Krognos, g.m. Barbara Brahe
- omkring 1460 Deras son Oluf Stigsen Krognos, d.y., g.m. 2:o Anne Gyldenstierne
- 1515 Deras son Mourids Olufsen Krognos, g.m. Elin Gjöe
- 1550 Hans änka Elin Gjöe
- 1553 Deras son Oluf Mouridsen Krognos, g.m. Anne Hardenberg, barnlösa
- 1573 Hans moders halvbror Christoffer Gjöe, g.m. Beate Eriksdatter Bölle, barnlösa
- 1584 Hans brorson Mogens Gjöe, g.m. Hillebora Krase, barnlösa
- 1624 Hans systerson Falk Lykke, g.m. Kirsten Rantzau
- 1649 Hans svågers änka Ide Skeel, g.m. Frederik Rantzau. Deras son Otte Rantzau, g.m Sofia Amalia Krag
- 1709 Efter reduktion under kriget Johan August Meijerfelt
- 1720 Efter fredsslutet återställt till Otte Rantzau. Samma år Hans döttrar Judith Birgitta och Henrietta Amalia Rantzau, ogifta
- 1753 Genom köp Karl Fredrik Mevius, g.m. Vilhelmina Eleonora Antoinetta Wachtmeister
- 1757 Genom köp Niclas Sahlgren, som till säteriet lade Övrabyborg
- 1766 Hans svärson Claes Alströmer. Genom köp Erik Ruuth
- 1798 Genom köp Achates Carl von Platen
- 1818 Genom köp Karl XIV Johan, varvid Övrabyborg såldes till Vilhelm B. von Platen
- 1825 Genom arrende Nils Bark
- 1839 Genom arrende Tage Ludvig Sylvan
- 1844 Genom köp Tage Ludvig Sylvan
- 1879 Genom testamente Stiftelsen Lagman Tage Ludvig Sylvans Landtbruksinstitut[2]

Många danska ägare har gjort stort inflytande på Bollerup och det kan man bland annat se på namnen genom åren. Tack vare de två mäktiga danska ätterna Due och Krognos är Bollerup utsatt på både skånsk och dansk karta.

## Byggnaden

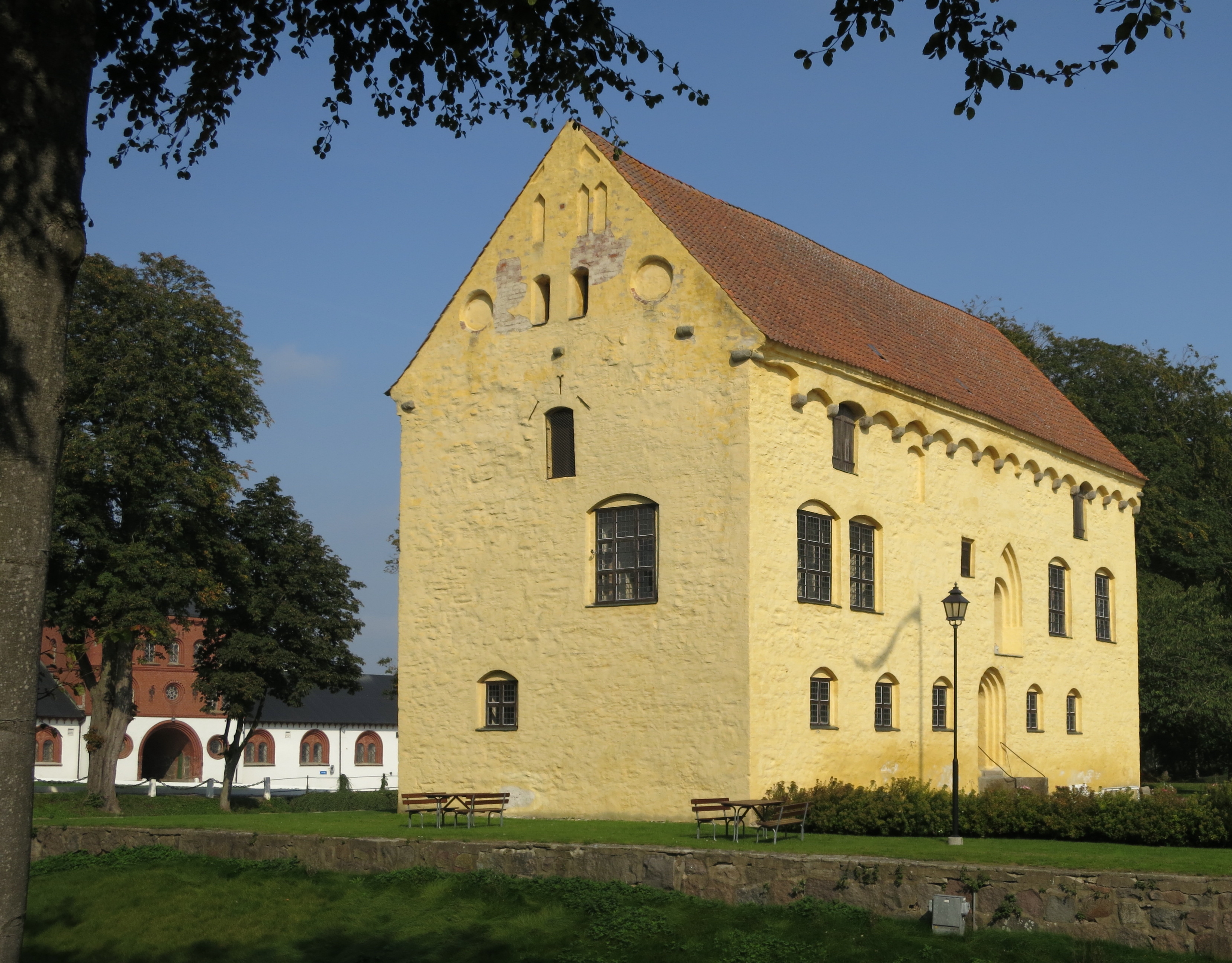
Borgen

Borgen är 43 alnar i längd, 17 alnar bred och fyra våningar hög samt försedd med spetsiga gavelrösten och den reser sig 18 meter över markytan. Platsen är befäst med dubbla gravar och tvenne redutter, där den nuvarande kullerstensbron befinner sig låg tidigare en vindbrygga över vallgraven. 
Nästan en meter tjocka murar i naturlig gråsten har hittats 4 alnar söder om långväggens östra del. Rakt under stora ingången till borgen har en ursprunglig ingång till källarvalven hittats, numera finns en byggd trappa inuti en tillbyggnad några alnar längre till vänster. Gaveln har varit försedd med en trappa med tanke på hur gavelutstyrseln ser ut och det är endast ena gaveln som är utsirad med blinderingar och nischer på medeltida vis. Källaren och första våningen har vackra, gotiska ribbvalv som vilar på åttakantiga pelare i granit. 
Inuti borgen kan man se 500 år gamla väggmålningar som är ganska hårt ansatta. Bland annat en mystisk madonna målning i sengotisk stil. Målningarna illustrerar blommor och draperier och går i svart, grått, rosa men även gult. På andra våningen, det som idag är bottenplan finns festsalen för det enorma kulturhistoriska bröllopet mellan Magdalena, dotter till godsägaren Olof Stigsön och Thyge Axelsen Brahe, herre på Tosterups slott. Där är fortfarande spår kvar av den ursprungliga köksspisen.  På en av borgens våningar kan man se spår av rumsindelningar. Det man kan se är herrskapsrummen, frustugan med mindre anslutna kamrar, samt en eller flera salar ofta benämnda efter väggarnas färg. Fönstersmygarna är en meter djupa med sittplatser på sidorna vilket ofta ses i gamla borgar. Det finns endast några få ursprungliga fönster kvar då de flesta förstorades under 1600-talet. På första våningen finns ett gammalt dörröverstycke inmurat i väggen på långväggens västligaste del och på mittenplattan kan man se årtalet 1683. Borgens toppskick var under 1500-talet i Oluf Stigsön Krognos ägo. 
Under sommaren 1933 revs en tillbyggnad på borgens västra sida där lantbruksskolans elever fram till 1926 kunde bo. Denna tillbyggnad uppfördes troligen på 1840-talet av Brunius. Hela borgen restaurerades på 1940-talet till sitt nuvarande skick. Fasaden, vallgraven och väggarna samt sikten till borgen gjordes om.

## Bildgalleri

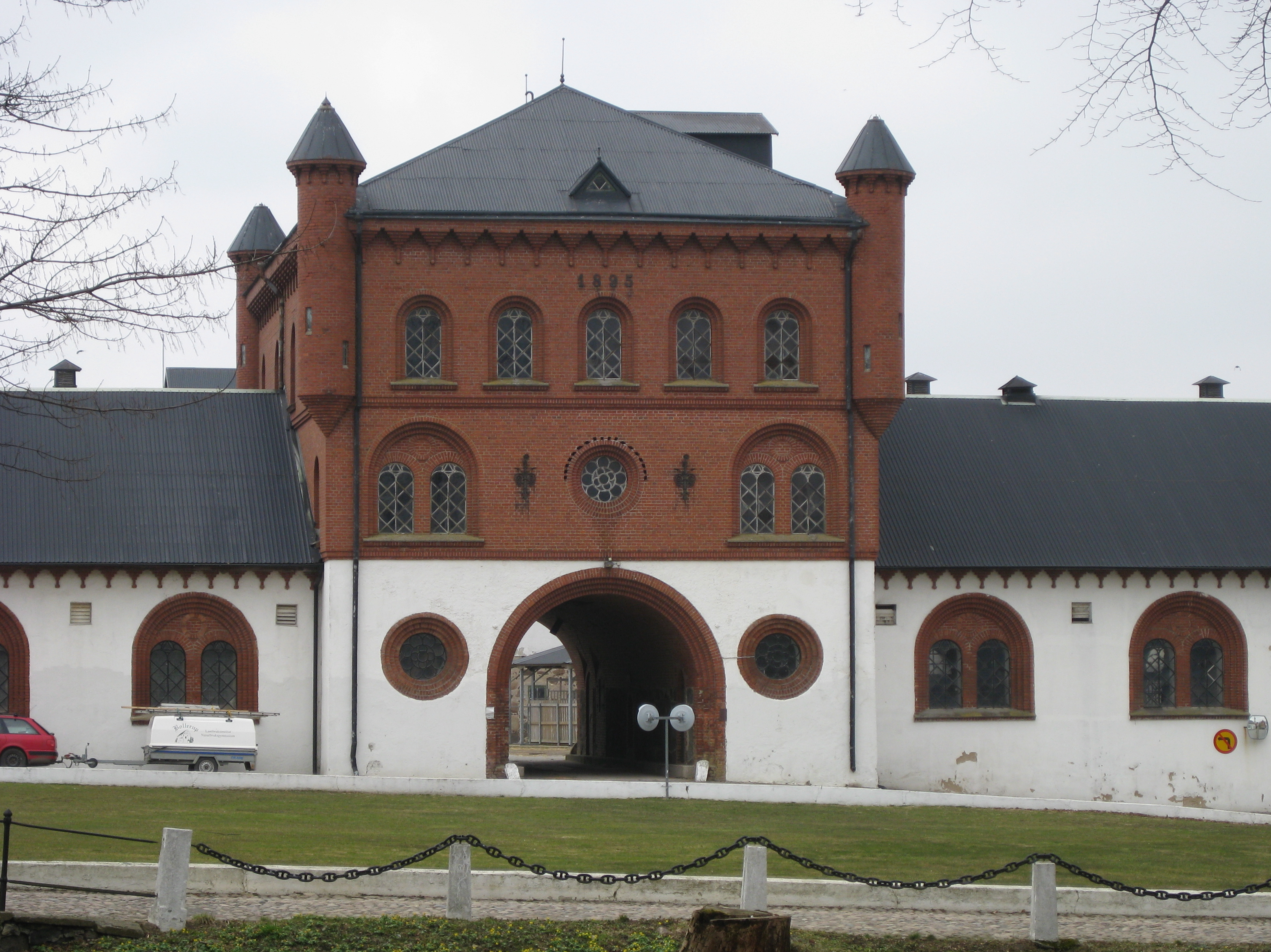
Stallet
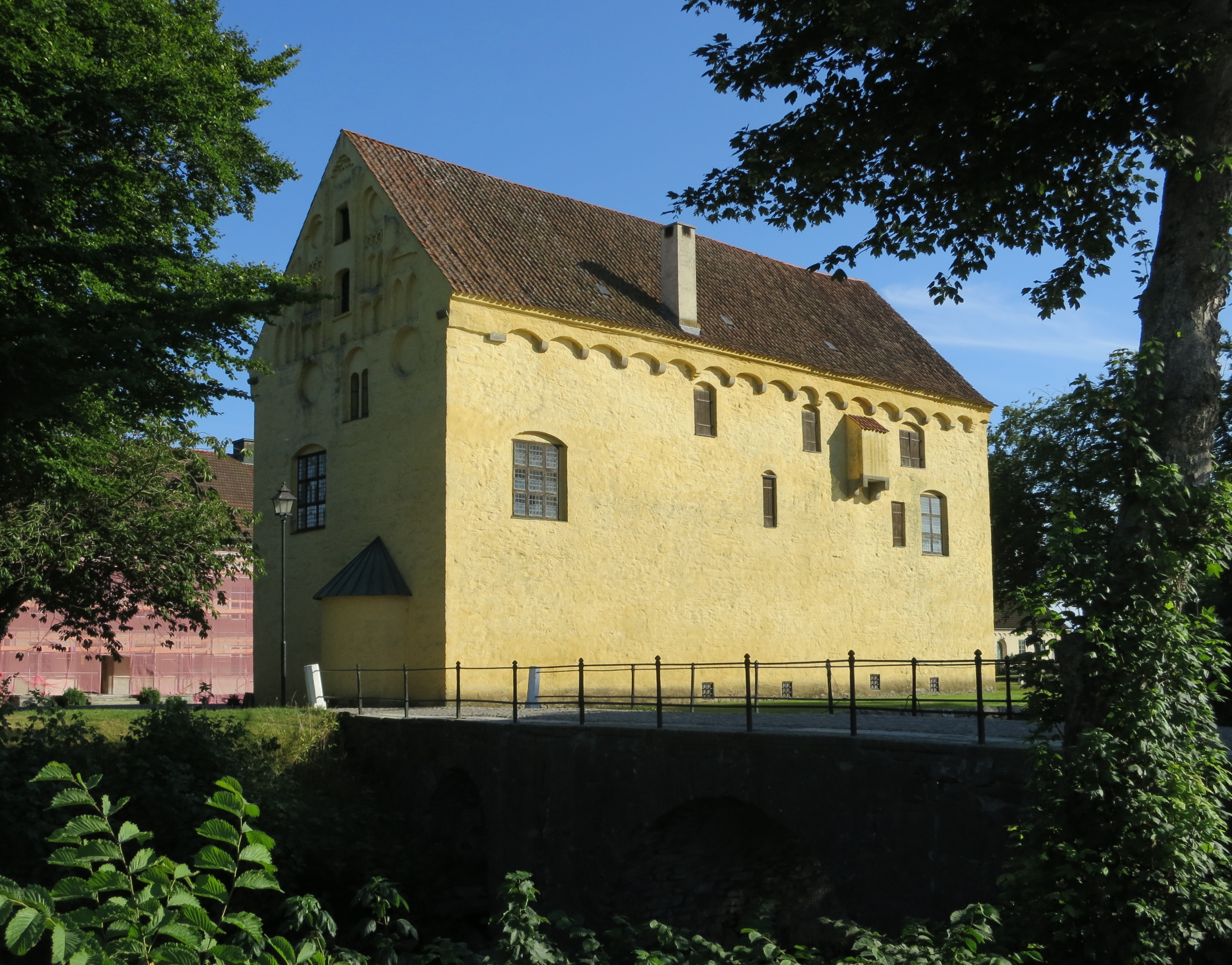
Borgen